# Limanul Ialpug
Limanul Ialpug, întâlnit și sub forma Ialpuh (în rusă Ялпуг, în ucraineană Ялпух) este un liman fluviatil natural cu apă dulce, situat în lunca formată pe cursul inferior al Dunării, în Bugeac, în Basarabiei. Denumirea sa actuală este tătărească ; pe hărțile vechi precum cea a lui Dimitrie Cantemir din „Descriptio Moldaviae”, apare sub numele de „Răsuna”, probabil în relație cu larma broaștelor, numeroase în zonă. 
Limanul Ialpug se află în regiunea Odesa din sud-vestul Ucrainei, în apropiere de hotarul sudic al Republicii Moldova, pe teritoriul a trei raioane: Bolgrad (partea de nord), Ismail (partea de sud-est) și Reni (partea de sud-vest). Cea mai mare localitate aflată pe malul lacului este orașul Bolgrad (aflat la extremitatea nordică). 
Este cel mai mare lac natural din Ucraina, având o suprafață de 149 km². Limanul are o lungime de 25 km, iar lățimea maximă este de 15 km. Adâncimea medie a limanului este de aproximativ 2 m, cea maximă fiind de 5.5–6 m.

## Geografia
Bazinul limanului are o formă alungită. Malurile estice și vestice ale limanului sunt mai înalte și abrupte, presărate cu ravine (râpi adânci), cele sudice sunt joase și nisipoase, iar cele nordice sunt mlăștinoase și acoperite cu întideri de stuf formând plauri. Fundul adânc al lacului se află acoperit cu un strat de mâl negru conținând hidrogen sulfurat, iar fundul mai puțin adânc și malurile sunt nisipoase. Limanul Ialpug este legat de limanul Covurlui sau Cugurlui (nume tătăresc întâlnit și în județul Galați) printr-un canal strâmt, datând din anii '70 ai secolului al XX-lea și numit „Repedea” (în ucraineană Repida)- mentionata intr-un document turcesc la 1645  - care străpunge digul care separă cele două lacuri trece șoseaua Reni–Ismail. Acest canal navigabil străbate tot lacul Cugurlui până la Dunăre, stabilind astfel legătura dintre Ialpug și Dunăre. După construirea barajului dintre lacurile Ialpug și Covurlui, schimbul de apă a scăzut cu aproape o treime, ceea ce a dus la creșterea gradului de contaminare a Ialpugului. În trecut, limanul Ialpug a fost un rezervor unde erau colectate apele Dunării când acestea depășeau cotele de inundații.

## Hidrografie
Limanul Ialpug este aprovizionat cu apă în special ca urmare a schimbului de apă cu limanul Covurlui. În partea de nord a lacului se varsă râul Ialpug (odinioară „Răsuna”), în cea de nord-est Carasu (confluența având loc în apropiere de satul Cișmeaua-Văruită), iar în cea de vest râul Bărtița (care se varsă în dreptul localității Barta). În primăvară și toamnă, ploile și zăpezile produc o creștere a suprafeței lacului.
Temperatura la suprafață a apei poate atinge vara un maxim de 24-25 °C. În sezonul de iarnă, lacul îngheață la suprafață. Salinitatea apei variază într-un interval de la 1 la 1,5 g/litru.
Din cauza faptului că lacul Ialpug este alimentat de apele din partea de sud a Republicii Moldovei, iar apele reziduale au deseori o stare de tratare nesatisfăcătoare, nivelul de poluare din lac a depășit de multe ori limitele admise. În anul 1985 poluarea lacului a dus la moartea unui mare număr de pești, precum și a multor păsări acvatice. În ultimii ani, ca urmare a scăderii nivelului de utilizare a îngrășămintelor minerale și a pesticidelor în agricultura din Republica Moldova, situația lacului s-a îmbunătățit în mod semnificativ.

## Flora și fauna
Aflat în lunca Dunării, în apropiere de Delta Dunării, limanul Ialpug dispune de o bogată vegetație acvatică. Flora este reprezentată de plante subacvatice (alge filamentoase, mătasea broaștei), semiacvatice (stuf, troscot de apă, papură, țipirig, rogoz, stânjenei) și plutitoare (nuferi albi și galbeni - în special în partea de sud). Pe malurile lacului își fac cuiburi păsările migratoare (lebede, rațe, pescăruși ș.a.). 
Lacul este bogat în pește, aici viețuind aproximativ 40 de specii de pește. Un studiu amănunțit al faunei piscicole din lacul Ialpug, efectuat în anul 1937, a scos în evidență 28 de specii de pești și anume: babușcă albă, biban, bâtcă, caracudă (caras moldovenesc), cegă, cosac, crap, crap-caras (caracudă argintie), ghiborț, glavoc, guvid de baltă, guvid negru, lin, mreană, obleț, ovat, păstrugă, plătică, porcușor, roșioară, sabiță, scrumbie, somn, șalău, știucă, tiulcă, țipar-chișcar, văduviță . Pescuitul are caracter industrial, în apropierea satelor existând ferme piscicole. În prezent, sunt luate măsuri pentru a proteja resursele naturale ale lacului, inclusiv prin introducerea de perioade de prohibiție (în care pescuitul este interzis). 
Pe lângă pește, în apele Ialpugului viețuiesc mai mult de 10 specii de șerpi, raci, broaște, scoici șifonate și așifonate (mai mult de 8 specii), câteva specii de melci, viermi, larve de insecte, crustacei, moluște etc. Fauna de crustacei, moluște, viermi și larve constituie hrana peștilor ce populează lacul.

## Istoric
Limanul Ialpug a început să fie exploatat încă cu câteva sute de ani în urmă, ca urmare a faptului că era foarte bogat în pește. În anul 1609, cârmuitorul târgului Oblucița (azi Ismail) a luat în stăpânire trei locuri de pescuit, printre care era și Ialpugul . Conform surselor sovietice și ucrainene, în anul 1770, armata rusă a început să introducă impozite pentru pescuitul în lacurile și gârlele din Bugeac, inclusiv în lacul Ialpug, doar că acest lucru este imposibil deoarece Bugeacul a rămas parte a Imperiului turcesc (cum era din 1484, de când fusese luat de la Principatul Moldovei) până în anul 1812, când prin tratatul de la București a trecut în componența Imperiului rusesc. Ceeace este posibil și chiar probabil, este că în decursul războiului Ruso-Turc din 1768-74, armatele rusești asediind Ismailul să fi rechiziționat pește de la pescarii moldoveni și lipoveni locali, ba chiar în mod violent devreme ce există atestări că mulți dintre acești pescari au fugit atunci la Sarichioi, în Dobrogea.   
Începând din anul 1858, Ialpugul (restituit principatului Moldovei în 1856) a trecut în proprietatea epitropiei Liceului de băieți din Bolgrad (denumit „Regele Carol II-lea” în 1938), care îl dădea în arendă pescarilor. În anul 1878, limanul îi revine Imperiului rus. Înainte de primul război mondial, în gârla Bărtița (din satul Barta) a fost săpat un canal adânc de circa 5–6 m, pentru îmbarcarea mărfurilor (în special cereale) pe șlepuri ce traversau Canalul Repedea (dintre Ialpug și Covurlui), care era și el menținut la adâncimea de circa 6 m. Șlepurile ajungeau în nord până aproape de orașul Bolgrad, unde exista un ponton de încărcare, sau în sud până în orașul Ismail, unde mărfurile erau vândute. 
În 1917 limanul face parte din prima Republică moldovenească, care în 1918 se alipește regatului României. După primul război mondial, începând din anul 1929, din pricina crizei economice, canalele nu au mai fost curățite, s-au depus sedimente și nu au mai putut fi folosite pentru navigația șlepurilor. În locul șlepurilor, localnicii au început să-și transporte mărfurile cu căruța. În 1940, limanul este preluat de autoritățile sovietice care îl dau în administrarea mai multor cooperative. Până prin anii ‘60 ai secolului al XX-lea au continuat să circule șalupe de transport de persoane între Bolgrad și Dunăre, care erau mai ușoare decât șlepurile de mărfuri.